# Vingt-deuxième circonscription de Tokyo
La vingt-deuxième circonscription de Tokyo (東京都第22区, Tōkyō-to dai-nijū-ni-ku) est l'une des trente circonscriptions législatives que compte la préfecture métropolitaine de Tokyo.

## Description géographique
Entre 1994 et 2002, la vingt-deuxième circonscription de Tokyo correspondait aux villes de Fuchū, Chōfu, Komae et Inagi.
Entre 2002 et 2017, elle regroupait les villes de Mitaka, Chōfu, Komae et Inagi.
Entre 2017 et 2022, elle comprenait les villes de Mitaka, Chōfu et Komae et une partie de la ville d'Inagi.
Depuis 2022, elle correspond aux villes de Mitaka, Chōfu et Komae,.

## Députés
| Législature | Début de mandat | Fin de mandat | Député élu         | Parti politique | Parti politique |
| ----------- | --------------- | ------------- | ------------------ | --------------- | --------------- |
| 41e         | 1996            | 2000          | Tatsuya Itō (ja)   |                 | Shinshintō      |
| 42e         | 2000            | 2003          | Ikuo Yamahana (ja) |                 | PDJ             |
| 43e         | 2003            | 2005          | Ikuo Yamahana (ja) |                 | PDJ             |
| 44e         | 2005            | 2009          | Tatsuya Itō        |                 | PLD             |
| 45e         | 2009            | 2012          | Ikuo Yamahana      |                 | PDJ             |
| 46e         | 2012            | 2014          | Tatsuya Itō        |                 | PLD             |
| 47e         | 2014            | 2017          | Tatsuya Itō        |                 | PLD             |
| 48e         | 2017            | 2021          | Tatsuya Itō        |                 | PLD             |
| 49e         | 2021            | 2024          | Tatsuya Itō        |                 | PLD             |
| 50e         | 2024            | -             | Ikuo Yamahana      |                 | PDC             |